# Livio Maitan
Livio Maitan, född 1 april 1923 i Venedig, död 16 september 2004 i Rom, var en italiensk trotskist. Han var en av ledarna av den Fjärde Internationalen under 1950- och 1960-talet. Därefter omvaldes han vid varje kongress till sin bortgång 2004. Under 1970-talet föreläste han i utvecklingsekonomi vid Roms universitet. Han har också översatt och introducerat de flesta italienska utgåvor av Lev Trotskij. 2007 grundades Livio Maitan Study Centre i Rom, med support av bland andra Gilbert Achcar, Daniel Bensaïd, Tariq Ali, Alex Callinicos, Claudio Katz, Michael Löwy och Slavoj Žižek.